# Perinon
|                                       |
| Trans-perinon, C.I. Pigment Orange 43 |

Perinon är ett syntetiskt organiskt ämne bland annat använt som färgämne och pigment. Det är även en organisk halvledare.

## Färgämne och pigment
Perinon togs under 1920-talet fram av IG Farben som kypfärgämne och kom senare även att bli använt som pigment för dispersionsfärg, tryckning och infärgning av plast. På grund av dess större motståndskraft mot lösningsmedel, blev den orangea isomeren trans-perinon det mest använda perinonpigmentet industriellt. Pigmenten har använts i konstnärsfärger sedan 1960-talet.
| * | C.I. Pigment Orange 43 (71105) – trans-perinon Orange med dragning åt rött. |  |
| * | C.I. Pigment Red 194 (71100) – cis-perinon Röd som drar åt blått.           |  |